# Emmanuelle 4
Emmanuelle 4 (Emmanuelle IV) è un film del 1984 diretto da Francis Leroi e Iris Letans, quarto episodio della serie iniziata nel 1974 con Emmanuelle.

## Trama
Sylvia, avvenente trentacinquenne, dopo avere rotto col fidanzato Marc, ma soprattutto per tagliare col passato, decide di sottoporsi a un miracoloso intervento chirurgico che la rende ancora più bella, più giovane e completamente irriconoscibile. Dopo una breve degenza e avere cambiato nome in Emmanuelle, si getta in varie peripezie erotiche concedendosi a svariati partner, sino a giungere in Brasile dove incontrerà il suo vecchio amore Marc. Quest'ultimo la sedurrà, convinto di tradire la sua ex Sylvia.